# Горно Сливени
Горно Сливени е бивше село в Егейска Македония, Гърция, на територията на дем Костур, област Западна Македония.

## География
Селото е било разположено в землището на днешното костурско село Дъмбени.

## История
В XV век в Сливени са отбелязани поименно 71 глави на домакинства. В османските данъчни регистри от средата на XV век Сливени е споменато с 27 глави на семейства и двама неженени Папа Сивлия, Йорг, Тодор, Пелегрин, Джаин, Радомир, Джурко, Йорг, Тодор, Стайо, Алекса, Яно, Тодор, Добро, Михо, Никола, Раде, Стамат, Михо, Нико, Никифор, Добро, Кирк (Герг), Филип, Манол, Алекса, Добри, Петре, Койо и Никола, и три вдовици Кала, Мара и Мара. Общият приход за империята от селото е 1776 акчета. Горно Сливени е споменато с 10 глави на семейства и един неженен: Леко, Михо, Йорг, Спасе, Стайо, Лекос, Томчо, Добро, Маврангел, Филип и свещеника Андон с 670 акчета данък.
Село Горно Сливени е било малко село, изоставено в размирното време в края на XVIII век при конфликта на Али паша Янински и други албански феодали с централната власт. Албанци идват по времето на Али паша Янински, завладяват селото и прогонват българските му жители. Част от жителите на Горно Сливени основават село Дъмбени, където голяма част от жителите бягат, заедно с жителите на селата Берик, Сайново, Баница и Света Петка, за да се отбраняват по-добре заедно.